# Kampfwertsteigerung
Kampfwertsteigerung ist eine Verbesserung der Eigenschaften eines militärischen Fahrzeugs, Flugzeugs, Schiffes oder eines sonstigen Waffensystems. Dies kann sowohl die Beweglichkeit, die Steigerung der Geschwindigkeit, die Feuerkraft (einschließlich Sensorik und Schusspräzision) als auch den Panzerschutz betreffen.
Typischerweise sind Panzer, Flugzeuge und Schiffe auf einen längeren Lebenszyklus (mehrere Jahrzehnte) ausgelegt. Innerhalb dieser Zeitspanne ändern sich die technischen Möglichkeiten, die gegnerischen Waffensysteme und die strategischen Konzepte, unter denen diese Waffensysteme eingesetzt werden sollen, was eine Kampfwertsteigerung notwendig macht. Durch Kampfwertsteigerungen können Systeme auch noch weit jenseits ihres ursprünglich geplanten Einsatzendes genutzt werden, und dies teilweise in ganz anderen Rollen als denen, für die sie ursprünglich konzipiert werden. Der 1955 in Dienst gestellte Bombertyp B-52 beispielsweise wird nach gegenwärtigen Planungen mindestens bis 2040 fliegen; die ältesten Maschinen werden dann fast 80 Jahre in Betrieb gewesen sein. Maßnahmen, die nur der Verlängerung der Einsatzzeit dienen (zum Beispiel strukturelle Verstärkungen bei Materialermüdung), werden als Nutzungsdauerverlängerung (NDV) bezeichnet.
In der Schweizer Armee wird kampfwertgesteigerte Ausrüstung oft mit dem Suffix „KAWEST“ bezeichnet.